# Державна воєнізована гірничорятувальна служба
Держа́вна воєнізо́вана гірничорятува́льна слу́жба (ДВГРС) — у вугільній промисловості України — бере початок від першої гірничорятувальна станції, створеної на Донбасі (Макіївка) 1907 р.
Засновниками гірничорятувальної справи були гірничі інженери І. І. Федорович, Д. Г. Левицький і М. М. Черніцин.
У 1934 році особистий склад гірничорятувальної служби був воєнізований. У воєнні роки гірничорятувальники Донбасу виконували спеціальні завдання з консервації шахт, демонтажу і евакуації у східні райони СРСР гірничорятувального устаткування, брали участь у відновленні зруйнованих війною підприємств.
Після проголошення незалежності України на базі регіональних штабів та інших гірничорятувальних підрозділів Постановою Кабінету Міністрів України від 5.11.92 року № 608 була створена Державна воєнізована гірничорятувальна служба (ДВГРС) у вугільній промисловості України.
Призначення
Воєнізовані гірничорятувальні частини — спеціалізовані формування, які створюються на гірничодобувних підприємствах для рятування людей при аваріях та для їх запобігання і ліквідації (таких як вибухи метану та вугільного пилу, раптові викиди вугілля та газу, обвал порід, пожежі, загазованість та інше).
Склад
Первинна оперативно-технічно одиниця гірничорятувальної служби-відділення з 6—7 чоловік (командир відділення, респіраторники, водій оперативного автомобіля). Первинний оперативний підрозділ-гірничорятувальний взвод (не менше 5 відділень). Взводи, які обслуговують гірничодобувні підприємства, та які розташовані в одному адміністративному чи географічному районі, об'єднуються у воєнізовані гірничорятувальні загони (первинне адміністративно-господарське формування).
Координація
Оперативно-технічною діяльністю гірничорятувальних загонів керує Центральний штаб ДВГРС, який підпорядкований Міністерству вугільної промисловості України (від 15.12.99 — Міністерству палива та енергетики).
Гірничорятувальні підрозділи дислокуються у вугледобувних регіонах.
Кількість підрозділів визначається наявністю діючих підприємств, та підприємств, які будуються і ліквідуються.

## Напрями роботи
Основними напрямками гірничорятувальної служби є: рятування людей, застиглих аварією, ліквідація аварій та їх наслідків, профілактична робота, у тому числі обстеження гірничих виробок з метою контролю підготовленості їх до ліквідації аварій, наявності і стану засобів саморятування людей, та протиаварійного захисту; організація умов надання медичної допомоги постраждалим у виробках і на поверхні; іспити шахтних підземних канатів, гумово-технічних виробів, які застосовуються у шахтах; розробка і узгодження планів ліквідації аварій.
Нормативна база
Дії гірничорятувальної служби регламентуються відповідними статутами, положеннями та інструкціями. Особовий склад гірничорятувальної служби (респіраторники, командири підрозділів комплектуються з робітників та інженерно-технічних працівників шахт, які проробили на підземних роботах не менше одного року. Несення служби організовано таким чином, що підрозділи завжди готові до виїзду на аварію. Підрозділи гірничорятувальної служби оснащені сучасним устаткуванням. В основу організації ведення гірничорятувальних робіт покладений принцип взаємодії гірничорятувальних підрозділів із допоміжними гірничорятувальними командами (ДГК), які складаються з працівників, що пройшли спеціальну підготовку на шахтах. ДГК входять до складу шахтних гірничорятувальних станцій (ШГС), які мають необхідне оснащення та тренувальну базу. Після прибуття до місця аварії відділень гірничорятувальної служби члени ДГК переходять до їх розпорядження.
Адреса: 340048 Україна, Донецьк, вул. Артема, 157